# Evile
Evile — британская трэш-метал группа, сформированная в 1999 году в городе Хаддерсфилд, Уэст-Йоркшир.

## История
Основателями группы стали два старых школьных друга — Мэтт Дрейк (вокал, ритм-гитара) и Бэн Картер (ударные) — которые ещё с самых юных лет увлекались классическим трэшем в духе Sepultura, Exodus, Metallica, Annihilator и Slayer. Вскоре к ним присоединились младший брат Дрейка, Ол (соло-гитара) и Майк Александр (бас-гитара). Первое своё шоу группа дала в городе Halifax, который находился неподалёку от их родного города (тоже в Уэст-Йоркшире). В том же году квартет выпустил мини-альбом All Hallows Eve.
Спустя два года, в 2006 году, Evile подписали контракт с британским лейблом Earache Records, где записали свой демонстрационный мини-альбом Hell Demo. Концертный график группы увеличился, группа сопровождала в европейском турне Exodus и выступила на фестивалях Bloodstock Open Air и Damnation Festival.
В начале 2007 года фронтмен Evile Мэтт Дрейк связался с датским продюсером Флеммингом Расмуссеном, выпускавшего альбомы Metallica, Morbid Angel и Blind Guardian. Под патронажем Флемминга Расмуссена и лейбла Earache Records Evile записала на Sweet Silence Studios в Дании свой дебютный полноформатный альбом Enter the Grave, который вышел 27 августа 2007 года. Журнал Kerrang! оценил альбом в 4 балла из 5, Terrorizer — в 9 из 10 баллов, а ресурсы Metal Revolution и Metal Mayhem UK поставили по максимуму — 10 из 10. Группа дала немало концертов, выступая с такими группами как Machine Head, Sabbat, Sanctity, Gama Bomb, Severe Torture и Desecration, а также приняла участие в нескольких телешоу у себя на родине. Позже песня «Bathe In Blood» с дебютного альбома Evile прозвучала в фильме «Ундина», который вышел в Великобритании в формате DVD 16 августа 2010 года.
С февраля по март 2008 Evile приняла участие в европейском турне на разогреве у Megadeth. В марте песня «Thrasher» попала в компьютерную игру Rock Band, которая вышла на игровых приставках Xbox 360 и Playstation 3. В апреле группа сопровождала Exodus в европейском турне. В июне Evile были номинированы в категории «лучший дебют» на церемонии вручения наград Metal Hammer Golden Gods. Лето команда завершила выступлениями на фестивалях Hellfest и Bloodstock Open Air. 8 октября лейбл Earache Records решил переиздать альбом Enter the Grave в так называемой Redux-версии, в комплект которой, помимо самого альбома, вошли специальный DVD и много других бонусов. В это же время в сети появился первый официальный видеоклип группы, снятый на композицию «Thrasher». Все последующие месяцы с октября по декабрь Evile провели в длительном турне по Европе и Канаде вместе с такими группами, как 3 Inches of Blood и Satyricon.
Свой второй альбом — Infected Nations — группа выпустила в конце сентября 2009 года. Но уже в начале октября группа понесла тяжёлую утрату. Группа всего несколько дней находилась в совместном турне по Европе со шведской группой Amon Amarth, когда их бас-гитарист Mike Alexander внезапно заболел лёгочной эмболией и был отправлен в больницу, где трагически скончался. Это произошло в городе Лулео (Швеция) 5 октября. Ему было 32 года.
Мэтт Дрейк, Ол Дрейк и Бен Картер выпустили следующее заявление:
Нам очень трудно подобрать слова, чтобы выразить то, что мы чувствуем. Мы не можем верить в это или согласиться с тем, что действительно произошло. Еще вчера мы разговаривали с ним, а сейчас его уже нет. Мы потеряли дар речи. Он был таким упрямым, по-настоящему хорошим парнем, который очень любил музыку и свою семью. У нас много хороших воспоминаний, связанных c ним. Наши сердца обращены к дочери, семье и друзьям в это трагическое, трудное время. Майка очень любят, и его очень не хватает. Спи спокойно, брат
12 августа 2020 года вокалист и гитарист Мэтт Дрейк покинул коллектив по причине проблем со здоровьем, и вокальные обязанности помимо гитары на себя взял его брат Ол Дрейк. На смену Мэтту пришёл новый участник — ритм-гитарист Адам Смит. Однако, Мэтт все же принял участие в одном из концертов группы.
30 апреля 2021 года, спустя 8 лет с релиза последнего альбома, свет увидел альбом Hell Unleashed.

## Состав
Текущий состав
- Ол Дрейк — соло- и ритм-гитара, бэк-вокал (2004–2013, 2018–наст. время), ведущий вокал (2020–наст. время)
- Адам Смит — соло- и ритм-гитара, бэк-вокал (2020–наст. время)
- Джоэл Грэм — бас-гитара, бэк-вокал (2009–наст. время)
- Бен Картер — ударные (2004–наст. время)

Бывшие участники
- Мэтт Дрейк — ведущий вокал, ритм-гитара, иногда соло-гитара (2004–2020; один концерт в 2021)
- Пирс Донно-Фуллер — соло-гитара, бэк-вокал (2014–2018)
- Майк Александр — бас-гитара, бэк-вокал (2004–2009; умер в 2009)

## Дискография

### Демо
- 2004: All Hallows Eve
- 2006: Hell Demo

### Студийные альбомы
- 2007: Enter the Grave
- 2009: Infected Nations
- 2011: Five Serpent's Teeth
- 2013: Skull
- 2021: Hell Unleashed
- 2023: The Unknown